# أهلا بالسكان (مسلسل)
مسلسل أهلاً بالسكان من بطولة حسن عابدين، وحسن مصطفى، ونبيلة السيد، وميمي جمال، ونجاح الموجي وغيرهم. يحكي عن عصفور أفندي الموظف البسيط الذي تتاح له هو واسرته فرصة السكن في برج الأحلام. برج الأحلام هو أحد الأبراج السكنية الذي يحتوي على شقق فارهة في منطقة حي المهندسين الراقية بالقاهرة.
المسلسل كوميدي اجتماعي يناقش مشكلة غلاء أسعار المساكن و 
العلاقات المتشابكة بين جيران العمارة الواحدة.

## ملخص القصة
تعاني عائلة الأستاذ "عصفور" (حسن عابدين)، الذي يعمل في إحدى شركات المقاولات، من سوء الأحوال المعيشية في المنزل الذي يقطنون فيه، فيسعى للعثور على شقة جديدة تتسع لهم جميعًا. ومع صدور قرار إزالة لمنزل الأستاذ "عصفور"، يستغل مدير الشركة، "السنطاوي بيه" (حسن مصطفى) الأزمة ويعرض عليه منحه شقة جديدة له ولعائلته في إحدى العمارات التي بناها، بشرط أن يتحمل المسؤولية القانونية عن “برج الأحلام”.
حيث قام السنطاوي ببيع صوري للبرج لعصفور، للتحايل على القانون الذي لا يسمح ببيع البرج بالكامل كشقق تمليك، إلا إذا كان المالك اتحاد ملاك مكوّنًا من عدة أفراد. فوقع اختيار السنطاوي بيه على عائلة عصفور لتقوم بدور اتحاد الملاك الصوري، وأجبره على كتابة إيصال أمانة لضمان حقه.
وبرغم أن البرج لم يكن مكتمل الخدمات، إلا أن الإعلانات المكثفة جذبت السكان الراغبين في السكن فيه. وتوالت الأحداث مع وصول السكان الجدد، بدءًا من المطربة “سوسو طرب” (ميمي جمال)، والسباك الثري “خليل” (نجاح الموجي)، وعمدة “كفر المعزة” (محمد فريد)، والسيد الوزير (نبيل بدر)، وغيرهم 

## فريق العمل
- عبدالله الشيخ (مخرج)
- كمال رزق (مخرج منفذ)
- فيصل ندا (مؤلف)

## طاقم العمل
- حسن عابدين
- نبيلة السيد
- سحر رامي
- عفاف حمدي
- شعبان حسين
- بدر نوفل [2]